# Braga fluviatilis
Braga fluviatilis är en kräftdjursart som beskrevs av Richardson 1911. Braga fluviatilis ingår i släktet Braga och familjen Cymothoidae. Inga underarter finns listade i Catalogue of Life.